# Jurij Lončakov
Jurij Valentinovič Lončakov (rusky Юрий Валентинович Лончаков, * 4. března 1965 v Balchaši, Džezkazganské oblasti, Kazašské SSR, SSSR) byl původně vojenský pilot. Od června 1998 byl ruským kosmonautem, členem oddílu kosmonautů CPK, od roku 2003 byl velitelem oddílu. Do vesmíru vzlétl třikrát, poprvé roku 2001 na palubě raketoplánu Endeavour (let STS-100) k Mezinárodní vesmírné stanici (ISS), podruhé roku 2002 při výměně záchranných Sojuzů na ISS a potřetí od podzimu 2008 absolvoval půlroční kosmický let na ISS jako palubní inženýr Expedice 18. Celkem strávil ve vesmíru 200 dní, 18 hodin a 39 minut.

## Život

### Mládí
Jurij Lončakov pochází z města Balchaš v Džezkazganské oblasti Kazachstánu, je ruské národnosti. Roku 1986 ukončil s vynikajícím prospěchem Orenburskou vojenskou vysokou leteckou školu. Poté sloužil v Ostrově v Pskovské oblasti, od roku 1989 v Bykově v Mogilevské oblasti, u pluku námořního letectva vyzbrojeného raketonosnými letouny Tu-16. Přeškolil se na Suchoj Su-24M a od roku 1991 sloužil ve zkušebním centru vojsk protivzdušné obrany (PVO) v Priozjorsku v Kazachstánu, od roku 1994 v pluku letadel A-50 vojsk PVO v Pečoře na severu Ruska. Od roku 1996 studoval Žukovského vojensko-inženýrskou leteckou akademii, absolvoval ji roku 1998.

### Kosmonaut
Během studia na akademii si podal žádost o přijetí mezi kosmonauty. Prošel všemi koly výběru a 27. července 1997 byl rozhodnutím Státní meziresortní komise doporučen do oddílu kosmonautů CPK, do oddílu byl na pozici kandidáta na kosmonauta zařazen po skončení akademie 24. června 1998. Absolvoval standardní všeobecnou kosmickou přípravu ve Středisku přípravy kosmonautů J. A. Gagarina a 1. prosince 1999 získal kvalifikaci zkušební kosmonaut.
Od ledna 2000 byl zařazen mezi kosmonauty připravující se na lety na Mezinárodní vesmírnou stanici (ISS). V září 2000 byl vybrán do posádky letu STS-100 na raketoplánu Endeavour. Cílem letu bylo pokračování ve výstavbě ISS. Endeavour odstartoval 19. dubna a přistál 1. května 2001, let trval 11 dní, 21 hodin a 31 minut.
Od března 2002 se připravoval v záložní posádce 4. návštěvní expedice na ISS, 1. října 2002 nahradil v hlavní posádce vesmírného turistu James Basse, vyloučeného pro neplacení. Přitom zůstal v záložní posádce jako náhradník velitele Zaljotina. K ISS vzlétl v Sojuzu TMA-1 30. října 2002 spolu s Sergejem Zaljotinem a Frankem De Winne. Trojice se podle plánu spojila se stanicí, týden pobyla a vrátila se v Sojuzu TM-34. Přistáli 10. listopadu 2002, let trval 10 dní, 20 hodin a 53 minut.
V listopadu 2003 byl jmenován velitelem oddílu kosmonautů CPK. Roku 2004 se stal kandidátem technických věd. V červenci 2005 byl zařazen do skupiny ISS 15/16/17 ze které měli být sestaveny posádky odpovídajících čísel. Roku 2006 absolvoval Ruskou akademii státní služby při prezidentu Ruska. V únoru 2007 byl jmenován velitelem záložní posádky Expedice 18. V srpnu 2007 se současně stal velitelem Expedice 20. V květnu 2008 nahradil Saližana Šaripova v hlavní posádce Expedice 18.

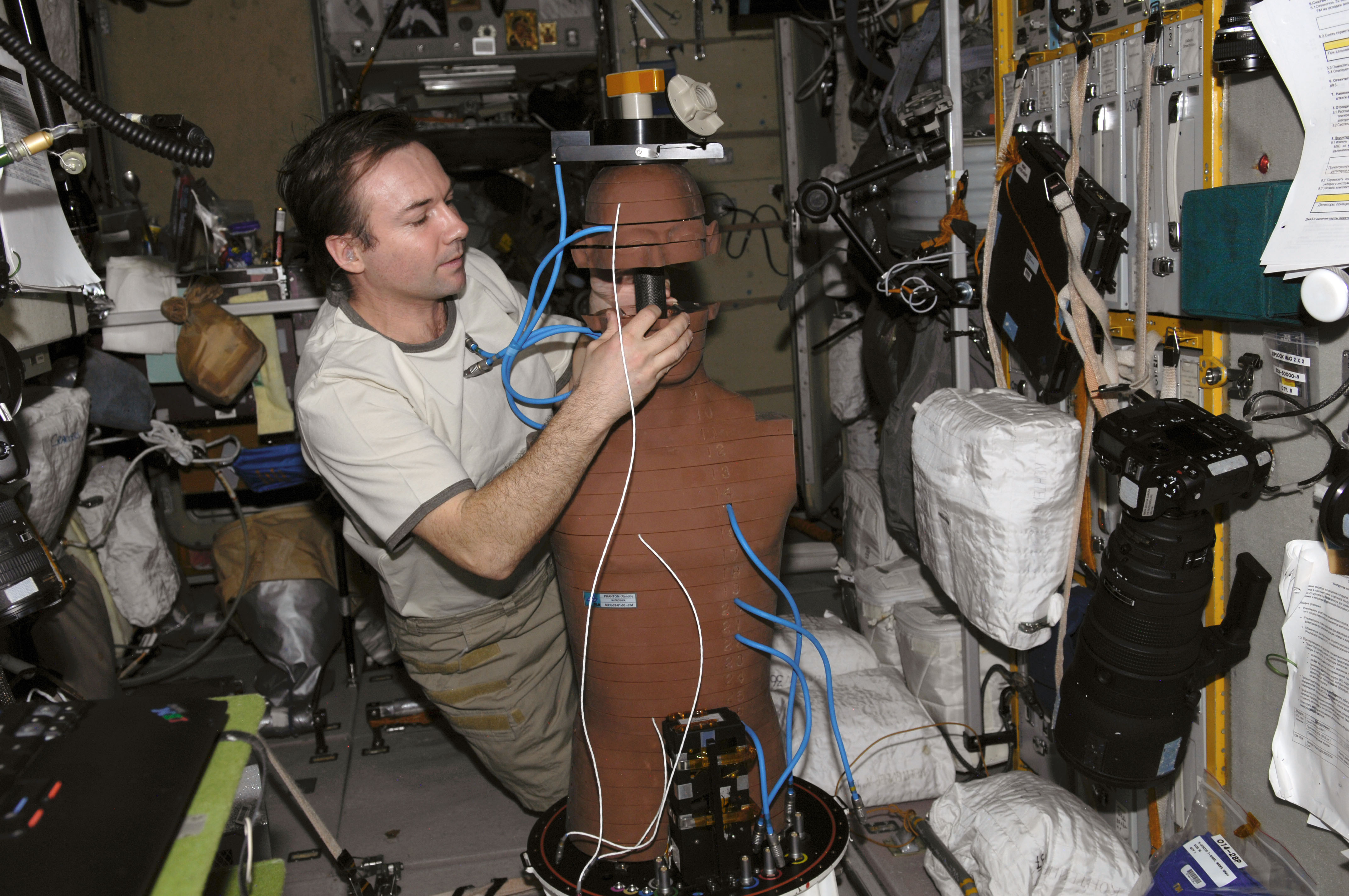
Jurij Lončakov na ISS (modul Zvezda), 18. března 2009.

Do kosmu vzlétl 12. října 2008 na palubě Sojuzu TMA-13 s Michaelem Finckem a vesmírným turistou Richardem Garriottem. Fincke a Lončakov převzali stanici od Expedice 17, jejíž dva členové (Sergej Volkov a Oleg Kononěnko) s Garriotem po týdnu přistáli se Sojuzem TMA-12, přičemž zbývající člen Expedice 17 Gregory Chamitoff přešel do nové posádky. V listopadu 2008 raketoplán Endeavour přivezl za Chamitoffa Sandru Magnusovou. V březnu 2009 raketoplán Discovery přivezl Kóiči Wakatu a odvezl Magnusovou. Během letu Lončakov dvakrát vystoupil do vesmíru, dohromady na 10 hodin 27 minut. V dubnu 2009 Fincke a Lončakov předali stanici následníkům z Expedice 19 a 8. dubna přistáli na Zemi.
V roce 2013 s povoláním kosmonauta dobrovolně skončil.

### Manažer
Z pozice kosmonauta a velitele oddílu kosmonautů v říjnu 2013 povýšil na místo pomocníka ředitele Roskosmosu, od konce března 2014 do října 2017 vykonával funkci náčelníka Střediska přípravy kosmonautů.

## Vyznamenání
- Hrdina Ruské federace (1. září 2003),[2]
- Letec-kosmonaut Ruské federace (1. září 2003),[2]
- Řád Za zásluhy o vlast IV. třídy (2. dubna 2010),[2]
- Řád Dostyk I. třídy (3. prosince 2015; kazašský, Řád Družby).[2]